# A mille miglia da Kensington
A mille miglia da Kensington (A Far Cry from Kensington) è un romanzo del 1988 della scrittrice scozzese Muriel Spark.

## Storia editoriale
Il romanzo, il diciottesimo dell'autrice, è un roman à clef ispirato alle esperienza della Spark nel mondo dell'editoria. Il personaggio dello scribacchino Hector Bartlett è ispirato a Derek Stanford.
A mille miglia da Kensington è stato recensito favorevolmente dalla critica ed è stato tradotto in numerose lingue, tra cui l'islandese, l'italiano, il russo, lo spagnolo, il tedesco, il portoghese, il francese, il mandarino e il danese.

## Trama
Londra, 1954. Mentre la città continua a riprendersi dalla seconda guerra mondiale, la giovane vedova Agnes "Nancy" Hawkins vive in una pensione a South Kensington e lavora nel campo dell'editoria. La vita nella pensione è scossa quando la sarta polacca Wanda comincia a ricevere lettere minatorie, mentre la signora Hawkins viene licenziata dalla casa editrice per aver definito il pessimo scrittore Hector Bartlett un pisseur de copie. Nancy trova lavoro in un'altra casa editrice, ma il suo rifiuto di collaborare con Bartlett porta a un nuovo licenziamento.
Con il passare delle settimane, tra Nancy e il coinquilino William, studente di medicina, nasce l'amore, mentre Wanda si suicida in circostanze sospette. Soltanto con il passare del tempo, Nancy scopre che Hector stava ricattando e minacciando la donna, spingendola infine al suicidio.

## Edizioni
- A mille miglia da Kensington, collana Fabula, traduzione di Anna Allisio, Milano, Adelphi, 1994, ISBN 9788845910739.